# カンボジア料理

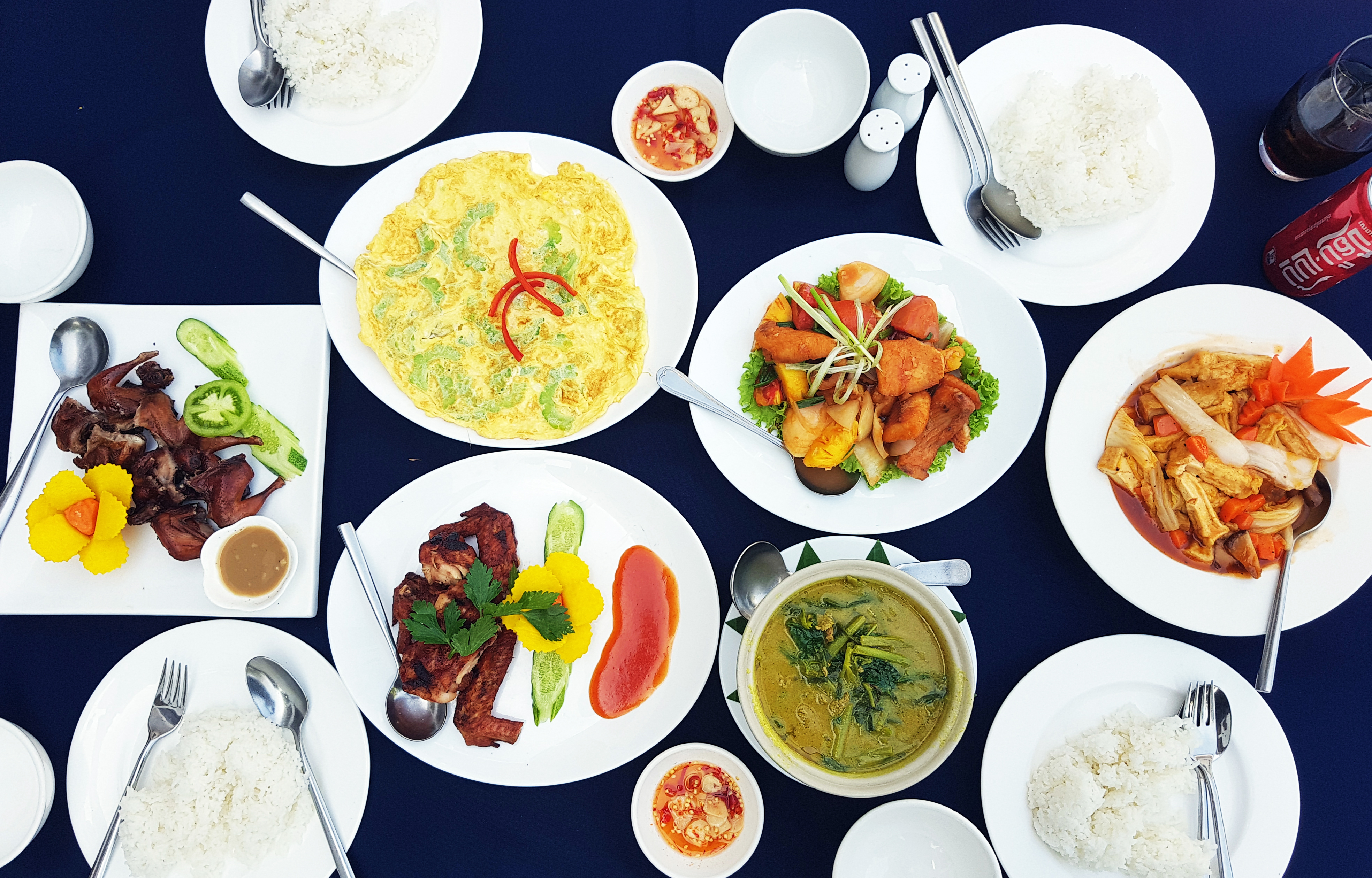
カンボジア料理

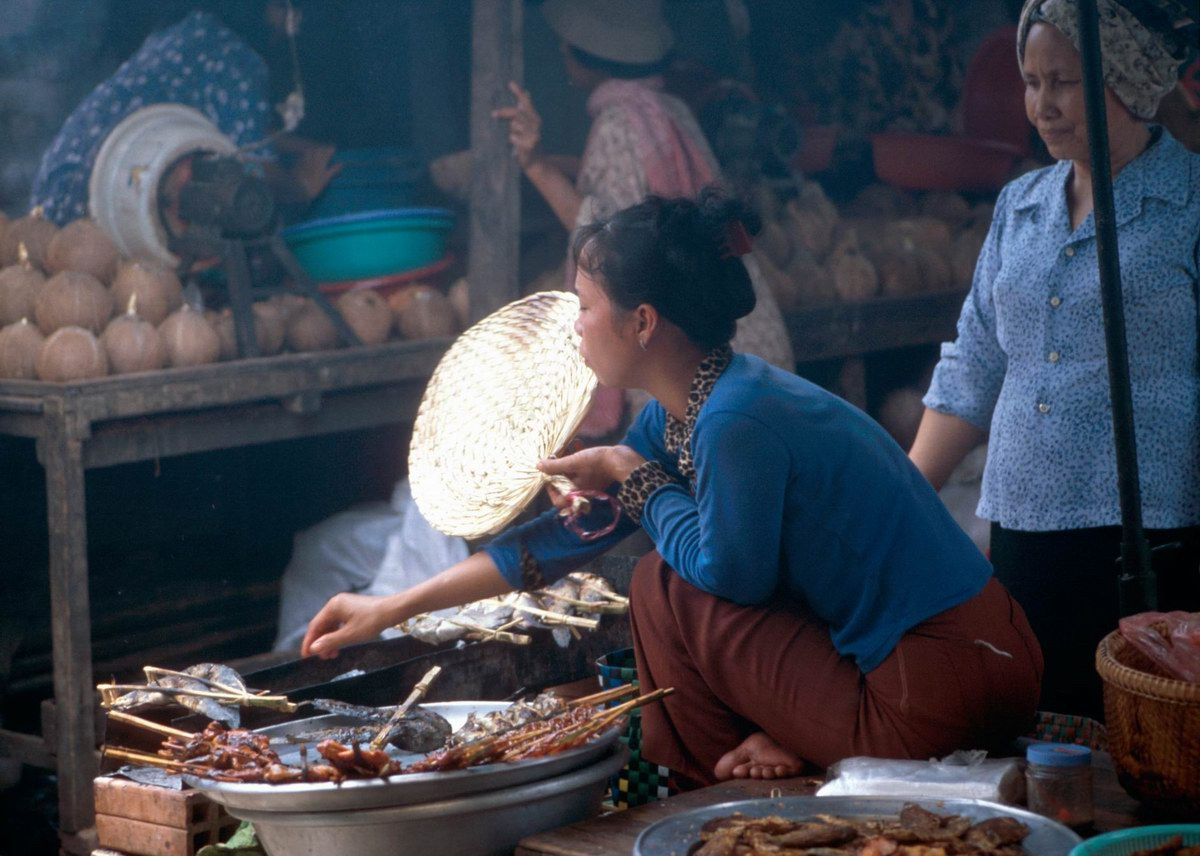
カンボジアの市場

カンボジア料理（カンボジアりょうり、クメール語: ម្ហូបខ្មែរ,IPA: mhoːp kʰmae, ムホープ・クマエ）は、カンボジアで広く食べられている料理のことである。別名クメール料理。
クメール料理は、多くの料理にプラホック (ប្រហុក) という発酵した魚のペーストを調味料として用いることで知られている。プラホックを用いないときには、代わりに発酵させたエビやアミのペーストであるカピ（កាពិ, 仏: pâte de crevette）を用いることがある。また、魚醤のトゥック・トレイ (ទឹកត្រី) をスープや炒め料理、つけだれに広く用いる。ココナッツミルクは多くのクメールカレーとデザートのベースになる。カンボジアではインディカ種の香り米ともち米が食べられ、前者は主食として、後者はデザートとしてジャックフルーツなどの果物と合わせたり、ちまきの材料とする。ほとんどの食事は飯とともに食べられる。
カンボジアの料理には、周辺国の影響が見られる。カリー (ការី) と呼ばれるカレーは、インドの文化の影響の痕跡を示している。中華料理、中でも潮州料理からの影響は、多くの種類のライスヌードルに見出だすことができる。単にクイティウ (គុយទាវ) と呼ばれるライスヌードルの汁麺は、潮州人の移住者によってカンボジアにもたらされた料理で、とても人気がある。また、バインチャエウ (បាញ់ឆែវ) はベトナム料理バインセオのクメール版である。カンボジア人はインドシナ半島を支配したフランス人から、フランスパン、パテ、コーヒーなどを取り入れた。
カンボジアの食事はソムロー(សម្ល)、またはスガオ (ស្ងេារ) と呼ばれるスープ状のおかずとごはんの組み合わせを基本とし、それに和え物のニョアム (ញាំ) や炒め物のチャー (ឆា)、焼き物のアン (អាំង)、漬け物のチュロック (ជ្រក់) などが組み合わされる。カンボジアの献立は様々な味覚を同時に楽しむために甘味、酸味、塩味、苦味、渋味が際立つ料理を組み合わせ、唐辛子で辛味を加えることは個人に任せられる。

## 香辛料
16世紀にポルトガル人が到来するまでは、アジアに唐辛子は無かった。唐辛子がカンボジアにもたらされるまでは長い年月が掛かり、今でも隣国タイの料理に比べてその使用量は少ない。タマリンド (អំពិល) はソムロームチュー (សម្លម្ជូរ) のようなスープの酸味づけによく用いられる。八角はパク・ロウ (ផាកឡូវ) のように肉をパーム糖のカラメルソースで煮るのに欠かせない。ウコン (ល្មៀត)、ガランガル (រំដេង)、ショウガ (ខ្ញី)、レモングラス (ស្លឹកគ្រៃ) およびコブミカン (ក្រូចសើច) の葉はクルーン (គ្រឿង) と呼ばれるスパイスペーストのベースとして、クメールの煮物や、ほとんどすべてのカレーに不可欠の香辛料である。

## クルーン

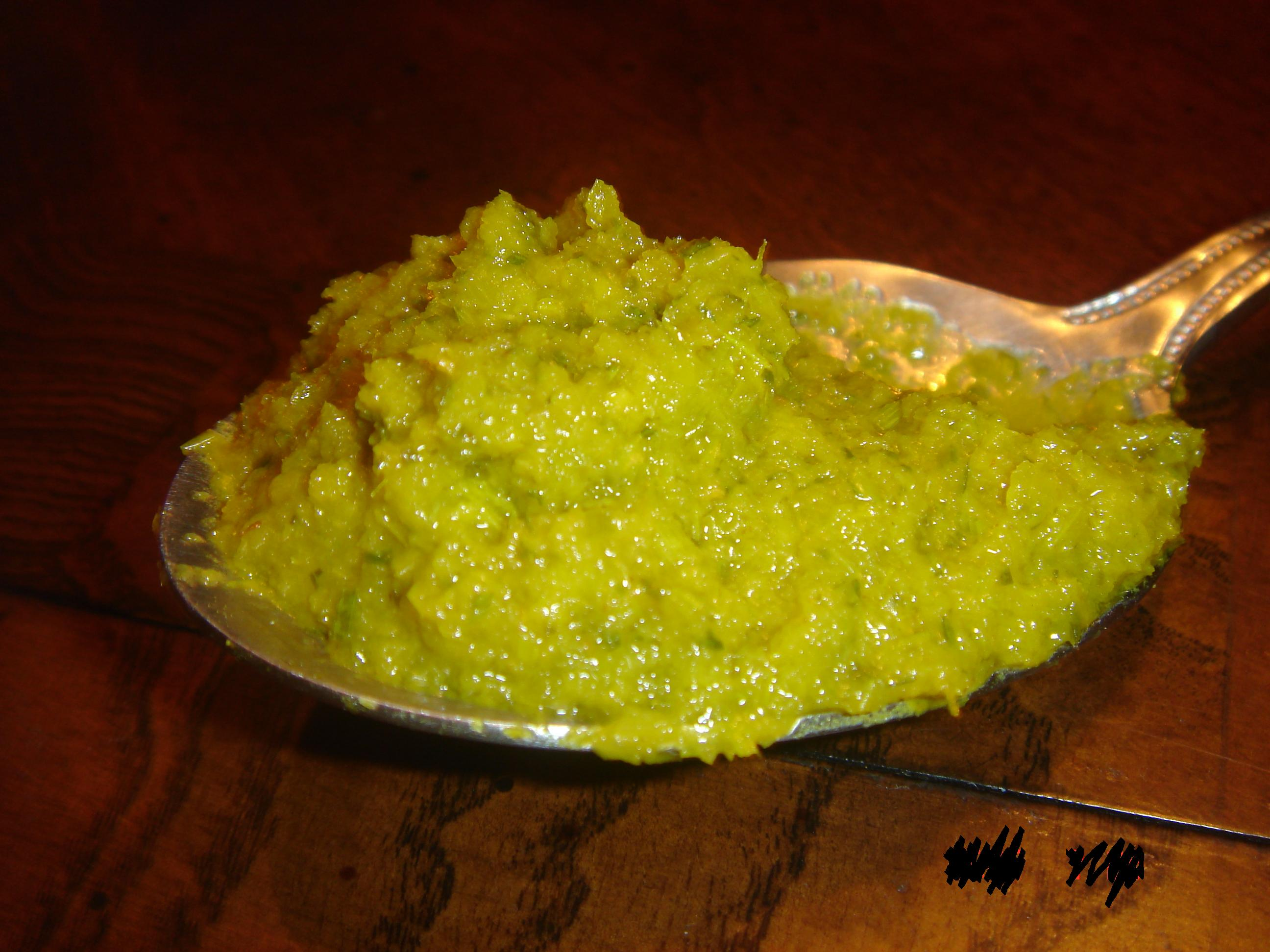
クルーン

カルダモン、八角、クローブ、シナモン、ナツメグ、ショウガやウコンなどの多くの材料を用いたスパイスペーストの使用が、インドからジャワ島を通じてカンボジアに伝えられた。タイ料理やカンボジア料理にとって非常に重要なクルーン (គ្រឿង、Kroeung) は香り高いペーストで、レモングラス、ガランガル、ニンニク、エシャロット、コリアンダー、コブミカンの葉などの材料も加えられ、独特の複雑な味と香りを作り出す。

## 野菜料理
現在のクメール料理に使用される多くの野菜は、中華料理や他の東南アジアの料理に用いられる野菜と共通している。スープと煮物には冬瓜、苦瓜、ヘチマやジュウロクササゲなどの野菜が使われる。カボチャは煮るか、炒めるか、甘く味付けしてココナッツミルクと一緒に蒸してデザートとされる。一般的にキノコ、キャベツ、ベビーコーン、タケノコ、生のショウガ、芥蘭、サヤエンドウ、白菜などの野菜はチャー (ឆា) と呼ばれる様々な炒め料理に使用する。バナナの花は切ってノムバンチョックのようないくつかの麺料理に加える。

## 果物
カンボジアには多くの果物があり、ドリアンを王、マンゴスチンを女王、サポディラを王子、「ミルクの果物」(ផ្លែទឹកដោះគោ) と呼ばれるスターアップルを王女とする果物の王室まである。他の一般的な果実にはチャン (ច័ន)、クイ (គុយ)、ルムドゥオル (រំដួល)、パイナップル、蒲桃、ココナッツ、オウギヤシ、ジャックフルーツ、パパイヤ、スイカ、バナナ、マンゴー、およびランブータンなどがある。果実は通常デザートとされるが、熟したマンゴー、スイカ、およびパイナップルなどを干し魚と飯とともに食べることもある。また、ドリアン、マンゴー、バナナ、ランブータン、パイナップル、パパイヤなどを砕いた氷、シロップ、コンデンスミルクなどと一緒にジューサーにかけてトゥック・クロロック (tuek kolok ទឹកក្រឡុក) というスムージー風の飲料を作る。

## 魚・肉料理

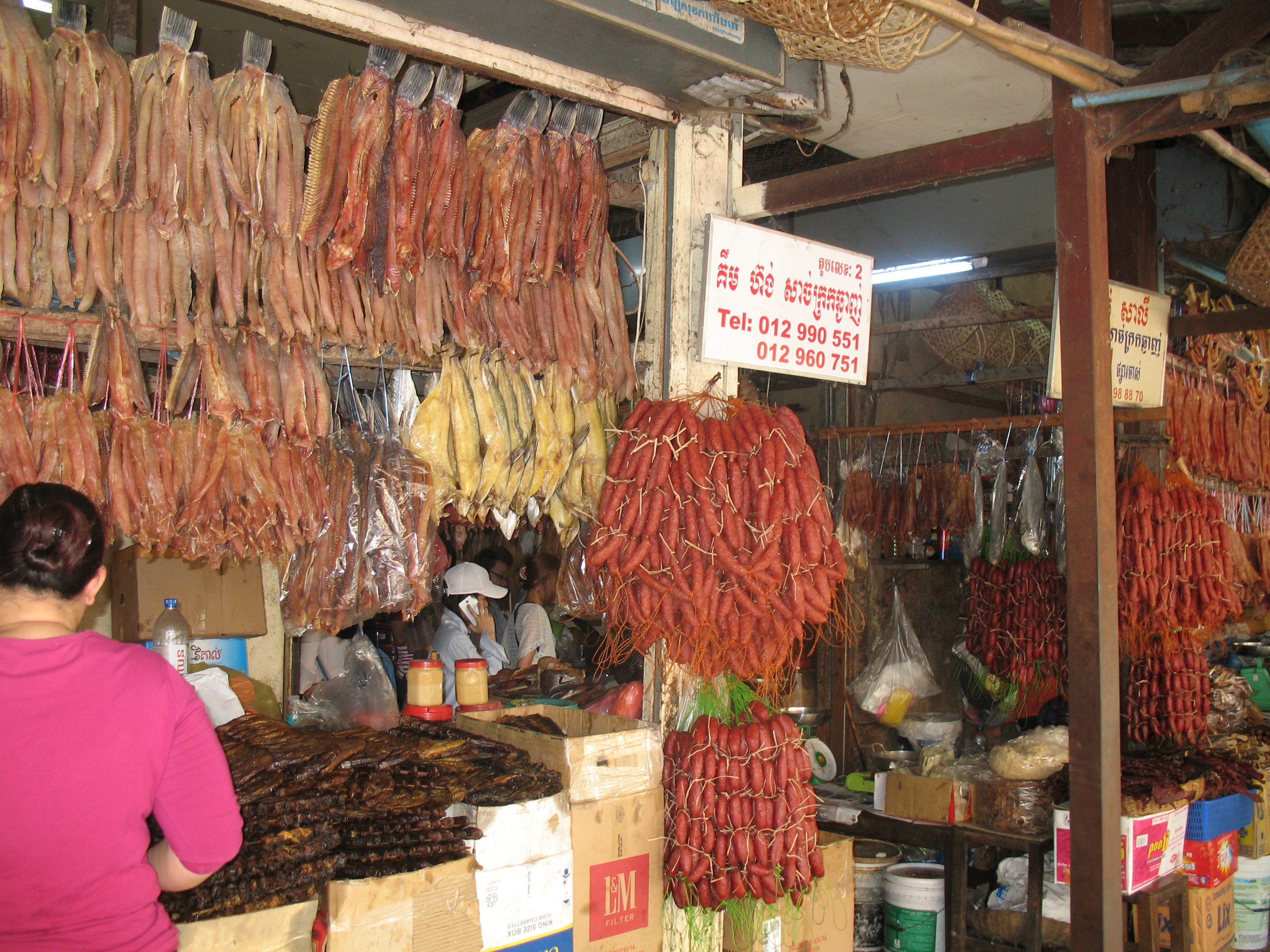
干し魚と豚肉のソーセージ

魚はクメール料理で最も一般的な食材である。トレイ・ンギアット (trei ngeat ត្រីងៀត) という魚の塩漬けの干物は白粥のおかずの定番である。人気のあるクメール料理アモック (អាម៉ុក) は、ココナッツベースのカレーとナマズの一種を蒸した料理である。豚肉はトワー・コー (twah ko (ត្វារគោ)) という甘いクメール風ソーセージの素材として人気がある。牛肉と鶏肉は、スープの具、煮物、焼き物、または炒め物とされる。魚以外の魚介類では、カニ、シャコ、ザリガニ、エビ、イカ、二枚貝（トリガイの仲間）、巻貝などが食べられる。ロブスターは高価なために一般的ではないが、中産階級と富裕層は南部の港町シアヌークビルでロブスターを賞味するのを楽しむ。中国の叉焼風に調理したアヒルのローストは祭りの間人気がある。また、カエル、カメ、そしてタランチュラのような様々な節足動物も食されている。これらは海外のクメール料理店ではなかなか見られないが、カンボジアでは一般的な食材である。

## 麺料理

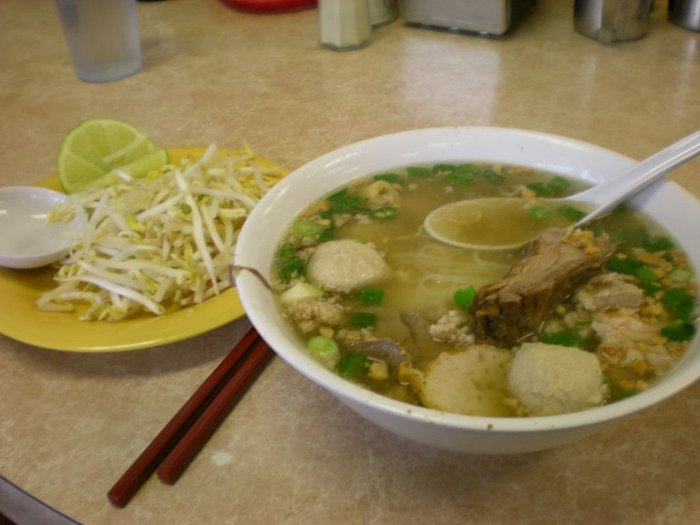
クイティウ

カンボジアの麺料理の多くの要素は中華料理とベトナム料理の影響を受けているが、それでもクメール独自のバリエーションが見られる。プラホックは麺料理には決して用いない。ライスヌードルはカンボジア風炒粉のミー・カタン (Mee Katang មីកាតាំង) に用いる。中国の炒粉とは異なり、麺の上に炒めた牛肉と野菜をのせ、その上に炒り卵をのせる。ビルマ風の麺料理ミー・コラー (មីកុឡា) は細いビーフンを蒸して醤油とニラと一緒に調理した菜食料理で、細かく砕いたピーナッツをふりかけ、チュロック (ជ្រក់) という野菜の漬け物、錦糸玉子、甘いにんにく風味の魚醤を添えて食べる。ミー・チャー (មីឆា) は肉や野菜が入った炒麺。インスタント麺や生麺を使用し、魚醤ベースの甘辛いタレで味付けをする。

## 主な料理一覧

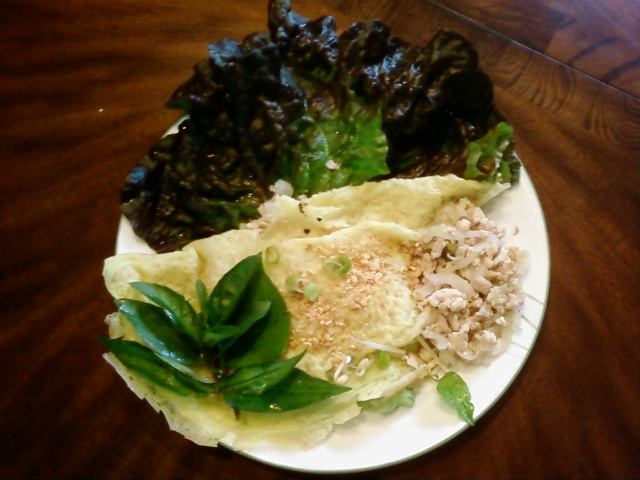
バインチャエウ (បាញ់ឆែវ)

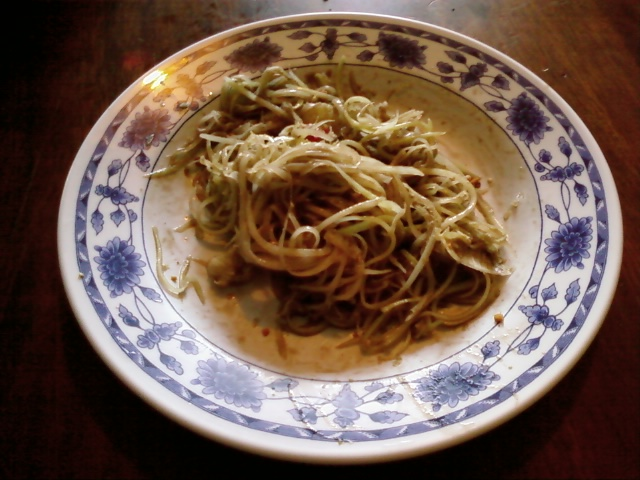
ボックロホン (បុកល្ហុង)

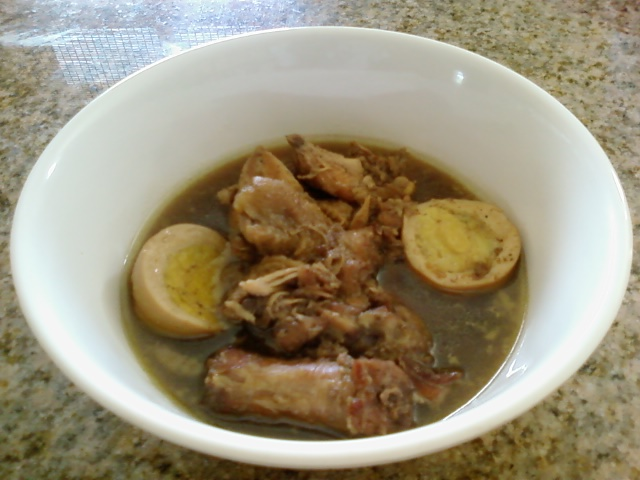
コー (ខ)

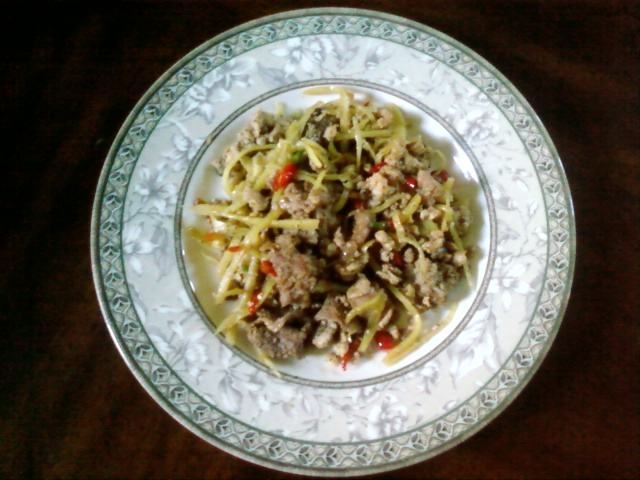
チャー・クニェイ (ឆាខ្ញី)

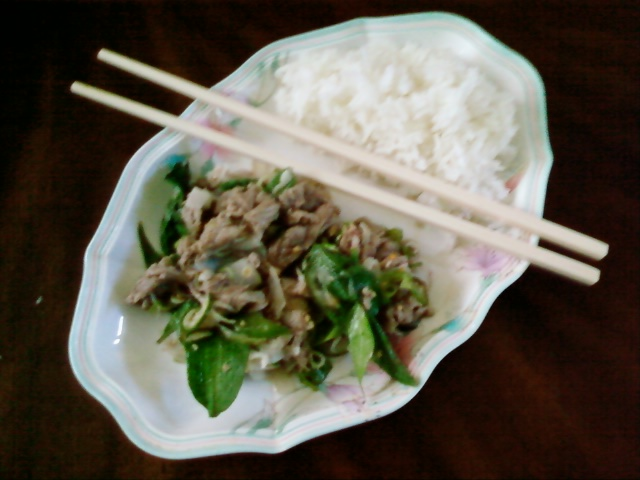
プリアភ្លា

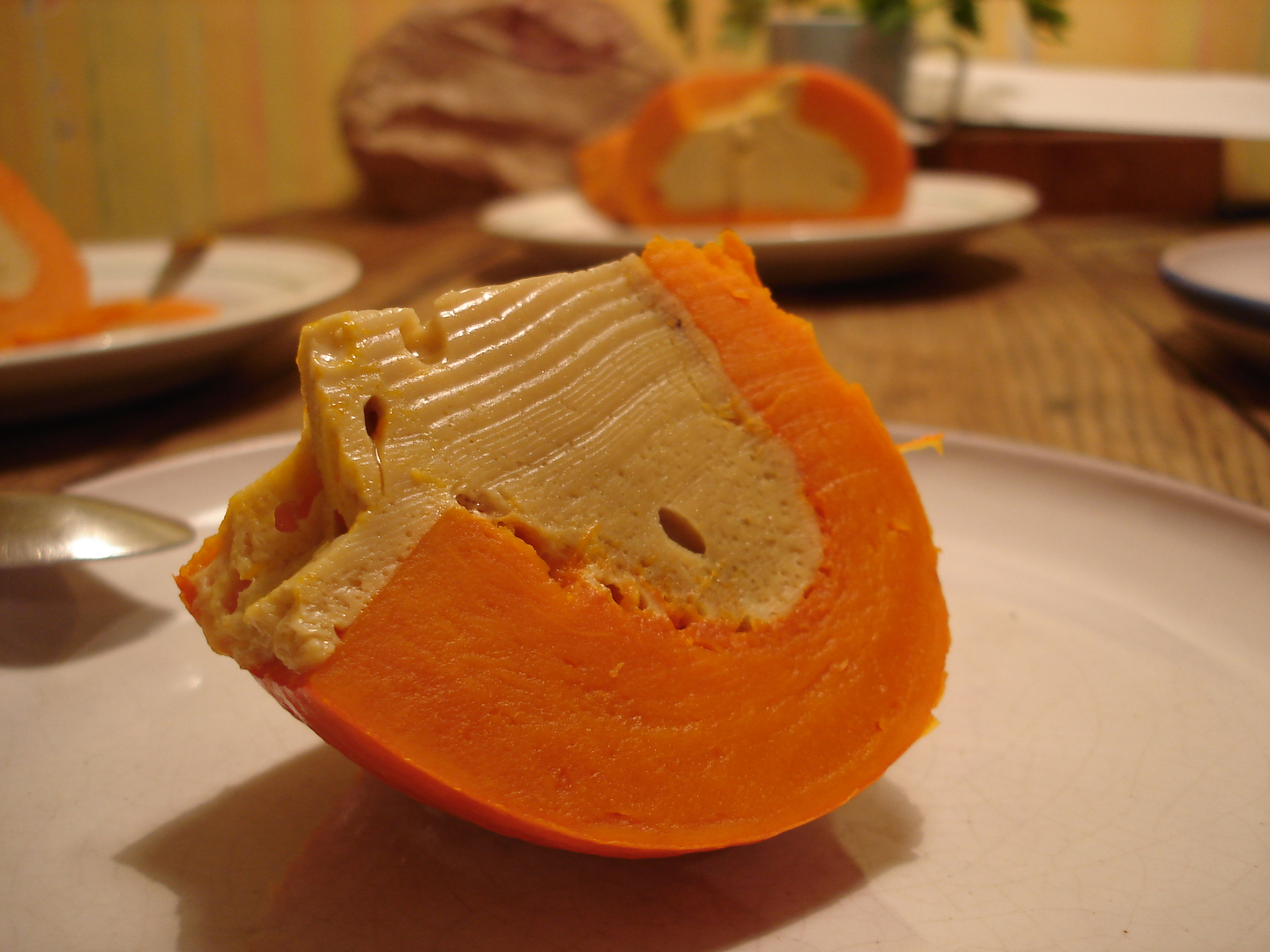
ラパウ・ソンクチャー

- アモック・トレイ（អាម៉ុកត្រី） - 食材をココナッツミルクとカレーペーストをバナナの葉で包んで蒸した料理「アモック」の代表例。川魚（雷魚）を使用した料理。
- オンソーム・チェーク（អន្សមចេក） - バナナの葉で筒状に包んだ、バナナ入りのちまき。
- オンソーム・チュルーク（សន្សមជ្រូក） - バナナの葉で筒状に包んだ、豚肉と緑豆ペースト入りのちまき。
- ボボー (បបរ） - 粥。白粥（ボボーソー）と塩味の粥（ボボープライ）がある。具入りの粥には、鶏肉粥（ボボーモアン）や豚肉粥（ボボーサイッチュルーク）がある。モヤシとネギを入れて食べる。
- バーイチャー（បាយឆា） - クメール風チャーハン。臘腸（中国ソーセージ）、にんにく、醤油および香草が入っており、通常豚肉とともに食べられる。
- バーイサイッモアン（បាយសាច់មាន់） - 甘辛く焼いた鶏肉を白飯に乗せたものが一般的。朝食としてよく食される。鶏肉は、焼き・揚げ焼き・茹で、などの種類が選べる。
- バイン・ホーイ（បាញ់ហយ） - 蒸したビーフンとミント、砕いたピーナッツ、野菜の漬け物、一口大に切った春巻きを合わせ、甘い魚醤をかけた麺料理。
- バインチャエウ（បាញ់ឆែវ） - カンボジア風バインセオ。
- ボックロホン（បុកល្ហុង） - クメール風の緑パパイヤのサラダ。タイ王国のソムタム、ラオスのタムマークフンと関係があり、カントロップという香草、タイバジル、さやいんげん、炒ったピーナッツ、チェリートマト、発酵させた小ガニ、干しエビ、魚の燻製か干物および唐辛子などをライムの果汁と魚醤またはプラホックのドレッシングで叩き和えたもの[4]。
- コー（ខ) - 豚肉か鶏肉と茹で卵をパーム糖のカラメルソースで煮た料理。豚肉の場合はコー・サイチュルークといい、角煮に近い。豆腐やタケノコが入ることもある。ベトナム料理のティット・コー (Thịt Kho) と似ている。
- チャー・クニェイ（ឆាខ្ញី）  - 肉と千切りの生姜、黒胡椒、青唐辛子と炒めた料理。
- チュロック・スヴァーイ（ជ្រក់ស្វាយ） - 未熟なマンゴーの繊切りを魚醤、ライム汁、ニンニク等で味付けした即席漬けのような付け合わせ。干魚や揚げ物などとともに食す。
- クイティウ（គុយទាវ） - 伝統的なクメール風スープ麺。スープには豚の出汁を使い、生のモヤシ、刻んだ青ネギとコリアンダーが入る。
- ロックラック（ឡុកឡាក់） - サイコロ状に切った牛肉をマリネしてさっと炒め、生の赤たまねぎを添えてレタス、キュウリ、トマトの上に盛りつけ、ライム果汁と黒胡椒のソースをつけて食べる[5][6]。ベトナム料理のボー・ルックラック (Bò lúc lắc) と関係がある。
- ロートチャー（លតឆា) ） - 3センチメートルくらいかそれ以上の太く短い米麺を炒めたもの。通常ニラやモヤシ、卵、肉を加えて作り、魚醤ベースの甘辛いタレをかけて食べる。
- ノムバンチョック（នំបញ្ចុក） - スープをかけて食べるビーフン。生のキュウリ、ハスの茎、モヤシ、ジュウロクササゲ、バナナの花など散らす。スープには複数の種類があるが、緑と赤の2種類がよく食される。緑のスープはすりつぶした魚、レモングラスおよびクルーンから作る。赤いスープは柔らかくした鶏肉と簡単なココナッツカレーから作る。
- ソムロー・ンガム・ングウ - 丸ごと漬物にしたレモンを味付けに用いたチキンスープ。
- ノムバンチョック・ソムローカリー（នំបញ្ចុកសម្លការី） - 伝統的な鶏肉入りココナッツカレービーフン。生のさやいんげん、繊切りキャベツ、ニンジン、未熟のパパイヤが入る。
- ソムローカリー（សម្លការី） - 鶏肉、サツマイモ、タマネギの千切り、タケノコが入った赤いココナッツカレーのスープ[7]
- ソムロームチュー・ユオン（សម្លម្ជូរយួន) - タマリンド、トマト、パイナップルで酸味をつけたスープ。鶏肉や魚、ハスの花茎、各種香草などが入り、プラホックで味をつけることもある。[8]ソムロームチュー・ユオンとは「ベトナムの酸っぱいスープ」という意味で、ベトナム料理のカインチュアを原型とする。
- ラパウ・ソンクチャー（សង់ខ្យាល្ពៅ） - ココナッツミルクのプリンをくりぬいたカボチャに入れて蒸したデザート。タイ料理のサンカヤー・ファクトーン (สังขยาฟักทอง) と似ている。
- ヤオホン（យ៉ៅហ៊ន） - クメール式鍋物。牛肉、エビ、ホウレンソウ、イノンド、白菜、ライスヌードル、キノコを入れ、たれにつけて食べる。日本のすき焼きに似ているが、中国の火鍋に由来する料理。
- クロラーン（ក្រឡាន） - 蒸した米を豆、おろしたココナッツ、ココナッツミルクと混ぜ合わせ、竹筒に詰めて蒸し焼きにした餅。
- ワウィー（Vawee） - 卵黄を溶いて沸騰したシロップに細い糸のように垂らし、煮て作る菓子。タイのフォーイ・トーンや日本の鶏卵素麺同様、ポルトガル料理のフィオス・デ・オヴォスに由来する。